# 細川勝元
細川 勝元（ほそかわ かつもと）は、室町時代中期の武将・守護大名。室町幕府16・18・21代管領。土佐国・讃岐国・丹波国・摂津国・伊予国守護。細川氏宗家（京兆家）11代当主。
足利一門の三管領として並ぶ斯波氏（武衛家）・畠山氏（金吾家）と競り合いつつ室町幕府に重きをなし、将軍を補佐して幕政を統括した。幕府が二分して争われた応仁の乱で、東軍総大将として西軍総大将の山名宗全と対立したことで知られている。

## 生涯

### 家督・管領相続
永享2年（1430年）、14代室町幕府管領・細川持之の嫡男として誕生。幼名は聡明丸。
嘉吉2年（1442年）8月、父が死去したため、13歳で家督を継承した。この時に7代将軍足利義勝から偏諱を受けて勝元と名乗り、叔父の細川持賢に後見されて摂津・丹波・讃岐・土佐の守護となった。
文安2年（1445年）、畠山持国（徳本）に代わって16歳で管領に就任すると、以後3度に渡って通算23年間も管領職を歴任し、幕政に影響力を及ぼし続けた。勝元が管領に就任していたのは、文安2年から宝徳元年（1449年）、享徳元年（1452年）から寛正5年（1464年）、応仁2年（1468年）7月から死去する文明5年（1473年）5月までである。

### 勢力争い
応仁の乱で敵対関係に至ったため、細川勝元と山名持豊（宗全）は不仲であったとされているが、始めはそうではなかった。当時、細川京兆家は一族全てで9ヶ国の守護であったのに対し、山名氏は赤松氏を嘉吉の乱で滅ぼした功績から旧赤松領を併せて8ヶ国の守護になっていた。このため、勝元は持豊と争うことは得策ではないと考え、文安4年（1447年）に持豊の養女を正室に迎えることで協調することにしていたのである。また、政敵畠山持国に対抗する意味からも持豊と手を組む必要があった。
畠山持国が6代将軍足利義教に家督を追われた元当主の復帰を図ると勝元はそれに対抗して義教に取り立てられた大名・国人を支持、持国は信濃国守護に小笠原持長を任命、元加賀国守護富樫教家・成春父子を支持、大和国では元興福寺別当経覚と越智家栄・古市胤仙・小泉重弘・豊田頼英を支援した。勝元はこれに対して小笠原宗康・光康兄弟や富樫泰高を支持、大和で経覚派と敵対している成身院光宣・筒井順永を支援、信濃・加賀・大和で持国と勝元の代理戦争が頻発した。文安2年（1445年）に近江国で反乱を起こした六角時綱を時綱の弟久頼と京極持清に鎮圧させた。
宝徳2年（1450年）に主君である和泉守護細川常有（細川元有の父）と対立して持国と古市胤仙を頼った守護代宇高有光が殺害される事件が起こったが、その件にも勝元の関与の可能性が指摘されている。宝徳3年（1451年）、兵庫津に入港していた琉球商船のもとへ勝元が人を送り、商物を選って取得しながら代金の支払いをせず、琉球商人は幕府に訴え、足利義政は三人の奉行を送って究明させたが、勝元は押し取った物を返さないという事件を起こした（『康富記』）。享徳2年（1453年）に伊予守護職を河野教通から河野通春に改替するが、実は勝元が教通を支持する義政に内緒で御教書・奉書などを作成したもので、5月にその事実が発覚して義政に責められた勝元が引責辞任を表明しているが義政の説得で最終的に留任した（『康富記』）。2年後の享徳4年（1455年）に自分が伊予守護となった。その後伊予守護職は通春に戻されたが、通春を傀儡として伊予支配を目指した勝元の策は通春に拒絶されるところとなり、分家の阿波国守護細川成之と通春が戦ったため、勝元と通春も対立していった。
享徳3年（1454年）、畠山氏で家督をめぐる内紛が起こった時には、持国を失脚させるため、舅にあたる持豊と共に持国の甥弥三郎を支援して持国の推す実子義就を追放に追い込んだ。しかし8代将軍足利義政が嘉吉の乱で没落した赤松氏の再興を支援しようとすると、赤松氏の旧領を守護国に持つ持豊は赤松氏の再興に強硬に反対した。このため、持豊は義政から追討を受けそうになるが、この時は勝元が弁護したため、持豊は追討を免れた（この前後に持豊は出家し、宗全と名乗った）。宗全が赤松則尚討伐のため但馬国へ下向した直後に義就が上洛、弥三郎を追放し、翌年の持国の死で義政から当主に認められたため、両者に対抗して畠山氏の引き抜きを図った義政の謀略とされる。
義政の側近となった義就だったが、無断で大和へ軍事介入したことから義政の信頼を失い、一方の勝元も弥三郎と反義就派の大和国人への支援を続け、長禄3年（1459年）に弥三郎と成身院光宣・筒井順永・箸尾宗信の赦免を取り付けた。弥三郎は同年に没したが、弟の政長を支援して翌4年（1460年）に義就から政長に家督が交替、義就が嶽山城の戦いを経て吉野へ没落した後の寛正5年（1464年）に管領職を政長に交替した。
しかし山名氏の勢力が勝元の想像以上に急速に拡大したため、勝元は宗全の勢力拡大を危険視するようになり、斯波氏の家督争い（武衛騒動）でも姻戚関係から斯波義廉を支持する宗全に対し、勝元は義廉と対立する斯波義敏を支持した。また、宗全がかねてから反対していた赤松氏の再興問題に関しても勝元は積極的に支援し、ついには赤松政則（赤松満祐の弟義雅の孫）を加賀半国の守護と成し、赤松家を再興させたのである。
さらに勝元は勘合貿易の問題から大内教弘・政弘父子、河野通春らと敵対していたが、宗全はこれを支援するなどしたことから、細川と山名の対立構造が生じ始めた。このため、勝元は庶流の上野家出身の細川賢氏を伊予守護職に任じて通春を討伐させようとした。また、始め継嗣のいなかった勝元は、宗全の末子豊久を養子にしていたが、文正元年（1466年）に実子政元の誕生後、豊久を廃嫡して仏門に入れるなど関係の悪化は明白となった（山名の血を引く政元を遠ざけ、分家の野州家から勝之を猶子に迎えたとも）。寛正3年（1462年）に宗全の次男是豊を備後国・安芸国守護に任命、義就討伐に参戦させ、寛正5年に山城国守護に任命したことも宗全への対抗とされる。
文正元年、義政と正室の日野富子に息子の義尚が誕生して足利将軍家でも将軍後継者をめぐって争いが始まる。この時、義政の側近伊勢貞親と季瓊真蘂は義政が当初後継者に指名していた弟の足利義視の廃嫡と義尚の将軍後継を義政に提言した。しかし義視を支持していた勝元はこれに反対、宗全も貞親が幕府内において権勢を強めていたことを苦々しく思っていたことから、この時は勝元に賛同し共に義政に対して貞親と真蘂の追放を訴え、これを強硬に実現させた（文正の政変）。斯波義敏・赤松政則も失脚したが、後に復権している。
これにより将軍家内部で実力者がいなくなると、宗全は12月、追放されていた畠山義就を上洛させ、義政に仲介して赦免の許しを出させた。さらに宗全は応仁元年（1467年）1月、義政に強請して勝元が支援する畠山政長の管領職を取り上げて出仕停止処分に処し、代わりに宗全が支援する斯波義廉を管領に任命させたのである。ここに至って、勝元と宗全の武力衝突は避けられないものとなった。

### 応仁の乱
応仁の乱における最初の衝突は、畠山義就と畠山政長が畠山氏の家督をめぐって争い、上御霊神社で衝突したことから始まった（御霊合戦）。これに対して宗全は後花園上皇・後土御門天皇を確保して義就を支援したのに対し、勝元は義政の命令で畠山家の争いに関与することを禁じられていたため、御霊合戦では静観していた。このため、政長は敗れた。
しかし5月25日、天皇を擁した宗全に対して、勝元は幕府を占領して将軍を擁し、5月26日には山名方に戦いを挑んだ（上京の戦い）。勝元は東軍、宗全は西軍と区別され、勝元は将軍義政から宗全追討令を受領したものの、戦況は互角であった。また、赤松政則を支援して山名領へ侵攻させたりした。そして一時は宗全に奪われていた上皇・天皇を確保するなど、次第に戦況は東軍有利に進むが、決定打は出せずにいた。
応仁2年（1468年）閏10月、義政が伊勢貞親を復職させると、次期将軍に勝元は義尚を、宗全が義視を支持する立場に変わるなど戦況も変わり、段々京都の戦闘が行われなくなる一方で地方に戦乱が波及、両軍はそれぞれの有力武将の寝返り工作へと戦略を変化させ、義視が西軍の総大将に祭り上げられ幕府がもう1つ出来上がるまでになった。このような中で文明3年（1471年）に西軍の有力部将だった朝倉孝景を越前国守護に任じて寝返らせ、翌文明4年（1472年）に宗全に和平交渉を試みるが、決裂する。
文明5年（1473年）3月に宿敵である宗全が死去して優位に立ったのも束の間、自身も後を追うように5月11日に死去した。享年44。死因は病死と言われているが、一説では山名派による暗殺説もある。死後、政元が細川政国の後見の下で家督を継承し、文明6年（1474年）4月3日に宗全の孫・山名政豊と和睦を締結した。

## 人物
- 禅宗を信仰し、龍安寺や竜興寺を建立し、鯉料理などにも精通していただけでなく、自ら医術を研究して医書である「霊蘭集」を著し、さらに和歌・絵画にも優れた才能を持つ文化人であった[27]。
- 勝元は淀川の鯉を好んでいて、その産地を当てたことが「 塵塚物語」に述べられている。
- 勝元は応仁の乱と並ぶ争乱となった関東の大乱・享徳の乱にも深く関わっている人物である。畠山持国が鎌倉公方足利成氏との協調によって関東地方の安定を図ろうとしたのに対し、代わって管領に就任した勝元はこれに対抗して関東管領上杉氏を支援して成氏を抑圧しようとした。その結果、上杉氏と勝元の圧力によって追い込まれた成氏は関東管領上杉憲忠を暗殺し、鎌倉公方と関東管領の全面衝突による大乱へと発展した[28]。
- 勝元が義視の後見人を引き受け、富子が対抗して宗全に義尚の後見人を依頼したのが応仁の乱の原因の1つとされているが、応仁記以外に記録されていないこと、義尚の誕生前に宗全・義廉らが諸大名と連携、義視もその中に入っていることから否定説もある[29]。
- 元服して間もないころのある日、友人とけんかになり、逆上し刀を抜いた友人に殺されそうになったが、怪しげな人物から学んでいた剣術のおかげで命拾いをした[30]。

## 官職および位階等の履歴
日付は旧暦
- 1442年（嘉吉2年）8月、細川家宗家・京兆家当主となる。7代将軍足利義勝の名を一字を賜り、勝元と名乗る。併せて従五位下右京大夫に叙任。
- 1445年（文安2年）3月24日、室町幕府の管領に就任。
- 1449年（文安6年）4月14日、従四位下に昇叙。武蔵守兼任。9月5日、管領を辞任。
- 1452年（享徳元年）12月23日、幕府の管領に再度就任。
- 1464年（寛正5年）11月13日、管領辞任。
- 1468年（応仁2年）7月10日、管領三度目の就任。
- 1473年（文明5年）5月11日、管領辞任、死去。

## 系譜
- 父：細川持之（1400-1442）
- 母：京極高光娘
- 正室：春林寺殿 - 山名宗全養女、山名熙貴娘
- 生母不明の子女
  - 女子：洞松院（1460/61/63-?） - 赤松政則継室
  - 嫡男：細川政元（1466-1507）
- 養子
  - 男子：山名豊久（1453-1522） - 山名宗全の子
- 猶子
  - 男子：細川勝之 - 細川教春の子

## 関連作品
- 花の乱（NHK大河ドラマ）演：野村萬斎
- 伽羅先代萩 - 伊達騒動を『応仁記』の世界を使用した歌舞伎の演目。板倉重矩に該当する人物を「細川勝元」としている。